# Manjago
| Jahr | Zensus in Gambia | Anteil an der Gesamtbevölkerung |
| ---- | ---------------- | ------------------------------- |
| 1973 | 5596             | 1.05 %                          |
| 1983 | 10741            | 1.45 %                          |
| 1993 | 7458             | 0.7 %                           |

Die Manjago (Schreibvarianten: Manjack, Man'yago, Manjaku, Manjaco und Manjaca) sind eine Ethnie im westafrikanischen Guinea-Bissau, Im südlichen Senegal, in der Casamance, werden sie Mandjak genannt. Eine zahlenmäßig kleine Ethnie lebt auch im westafrikanischen Staat Gambia. Dort leben sie südlich des Gambia-Flusses in der West Coast Region. Ihre Ursprünge gehen nach Guinea-Bissau zurück, wo sie noch heute etwa 9 Prozent der Bevölkerung stellen.
Im 19. Jahrhundert haben sich die gambischen Manjago, ähnlich wie die Bainounka, nahezu vollständig mit den Volksgruppen der Diola und der Mandinka vermischt, in den Volkszählungen Gambias von 1973, 1983 und 1993 spielen sie kaum noch eine Rolle.
Die Geschichte und Kultur der Manjagos ist nur wenig beschrieben. Allerdings werden sie häufig, wie die Diola und Bainounka, damit in Verbindung gebracht, dass sie während der gesamten Trockenzeit, nach Abschluss der wichtigsten landwirtschaftlichen Arbeiten, Palmwein erzeugen. Dazu klettern die Besitzer von Ölpalmen (Elaeis guineensis) täglich in den Morgen- und Abendstunden mit Hilfe eines elliptischen Gurtes, des Kandab, in einer bestimmten Klettertechnik manchmal mehr als 20 Meter hoch die Palmen hinauf. Sie zapfen die Blütenstiele an und sammeln den austretenden zuckerhaltigen Saft in Gefäßen, der dann vergärt und zu einem alkoholischen Getränk ähnlich dem Federweißen wird. Da das Klettern eine gefährliche Tätigkeit abseits der Dörfer ist, bei der häufig Unfälle passieren, verständigen sich die Menschen untereinander mit einer besonderen Pfeifsprache.